# Vireo nanus
Vireo nanus е вид птица от семейство Vireonidae.

## Разпространение
Видът е разпространен в Доминиканската република и Хаити.